# Diana Morant
Diana Morant Ripoll (ur. 25 czerwca 1980 w Gandii) – hiszpańska polityk, inżynier i samorządowiec, alkad Gandii, minister nauki i innowacji (2021–2023), minister nauki, innowacji i szkolnictwa wyższego (od 2023).

## Życiorys
Z wykształcenia inżynier telekomunikacji, absolwentka Universidad Politécnica de Valencia (2007). Pracowała jako inżynier. Zaangażowała się w działalność polityczną w ramach PSPV-PSOE, regionalnego oddziału Hiszpańskiej Socjalistycznej Partii Robotniczej w Walencji. W 2014 powołana na jej sekretarza generalnego. W 2011 została radną Gandii, w 2015 objęła stanowisko burmistrza rodzinnej miejscowości. Od 2015 do 2017 była też członkinią Diputación Provincial de Valencia, kolegialnego organu zarządzającego prowincją. Również w 2015 weszła w skład rady do spraw turystyki przy Generalitat Valenciana.
W lipcu 2021 powołana na ministra nauki i innowacji w drugim rządzie Pedra Sáncheza. W 2023 uzyskała mandat posłanki do Kongresu Deputowanych. W listopadzie 2023 objęła stanowisko ministra nauki, innowacji i szkolnictwa wyższego w trzecim gabinecie dotychczasowego premiera.